# Temporada de 2018-19 dos Toronto Raptors

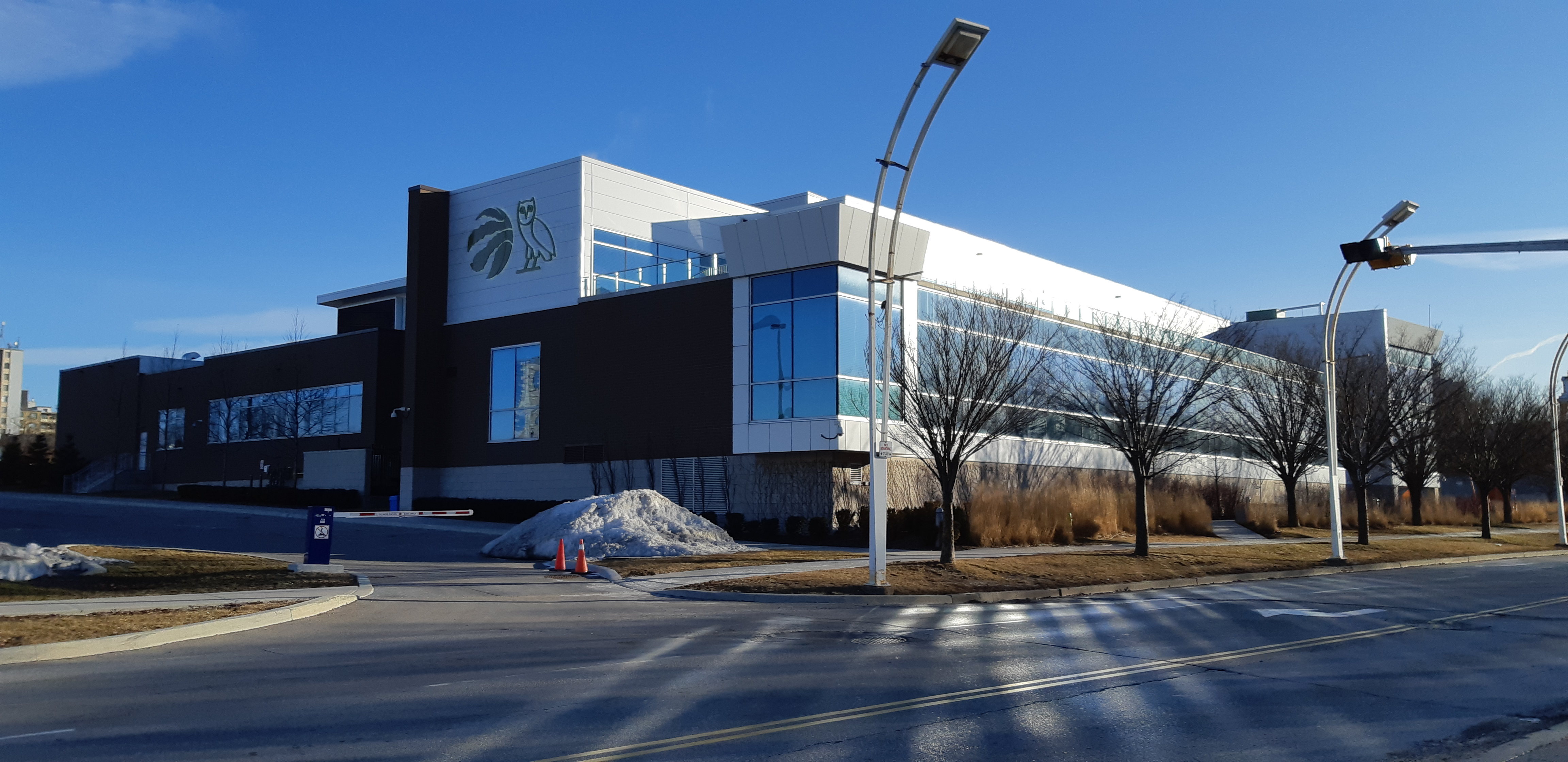
⠀⠀⠀⠀⠀

A temporada de 2018/19 foi a 24ª temporada dos Toronto Raptors na National Basketball Association (NBA). Durante o defeso, os Raptors adquiriram os extremo Kawhi Leonard dos San Antonio Spurs, depois de trocarem a estrela da equipa DeMar DeRozan. A temporada acabou com a franquia a chegar pela primeira vez às finais da NBA e o seu primeiro campeonato da NBA.
A 11 de Maio de 2018, os Raptors demitiram Dwane Casey depois da equipa ser varrida pelos Cleveland Cavaliers pela segunda temporada seguida. A 14 de Junho de 2018, os Raptors promoveram o treinador-adjunto Nick Nurse ao cargo de treinador. Os Raptors jogaram os seus jogos em casa no recém-nomeado Scotiabank Arena. Pela primeira vez desde a temporada de 2008/09, DeMar DeRozan (que passou as suas primeiras nove temporadas na NBA com os Raptors) não jogou pela equipa de Toronto, já que foi trocado, junto com Jakob Poeltl e uma escolha protegida na primeira ronda do draft de 2019, para os San Antonio Spurs por Kawhi Leonard e Danny Green. Mais tarde, a 7 de Fevereiro de 2019, durante a data limite para trocas, os Memphis Grizzlies trocaram Marc Gasol por Jonas Valenciunas, Delon Wright e C. J. Miles. Depois os Raptors assinaram com Jeremy Lin.
Apesar de perderem DeRozan e o treinador Dwane Casey, os Raptors terminaram a temporada regular com um recorde de 58-24, uma vitória a menos do que no ano anterior, a sua melhor marca, e a segunda melhor prestação na liga pelo segundo ano consecutivo, e a segunda posição na Conferência Este.
Nos Playoffs, os Raptors derrotaram os Orlando Magic em cinco jogos na primeira ronda. De seguida eliminaram os Philadelphia 76ers em sete jogos nas semifinais para chegarem pela primeira vez à final da Conferência quando Kawhi Leonard converteu um lançamento de campo em cima da buzina final enquanto era defendido por Joel Embiid no jogo 7, conseguindo uma vitória por 92-90. A série foi uma reedição das semifinais de Conferência de 2001, quando os 76ers liderados por Allen Iverson venceram os Raptors de Vince Carter em sete jogos. Os Raptors bateram os Milwaukee Bucks nas finais de Conferência por 4-2, vencendo os últimos quatro jogos da série depois de perderem os dois primeiros. Nas finais da NBA bateram os bi-campeões Golden State Warriors, na primeira final da NBA disputada fora dos Estados Unidos. Os Raptors venceram os Warriors por 4-2, tornando-se na primeira equipa oriunda do Canadá a vencer o título da NBA.  Os Raptors foram a primeira equipa da Divisão Atlântico a vencerem a NBA desde os Boston Celtics de 2007/08, e a primeira da Conferência Este desde os Cleveland Cavaliers de 2016/17.

## Draft
Os Raptors não tiveram uma escolha no draft da NBA de 2018, devido à sua negociação de ambas as escolhas para os Brooklyn Nets e os Phoenix Suns.